# Comecon

Lidstaten van de Comecon
(in rood aangegeven).

De Council for Mutual Economical Assistance (de Raad voor wederzijdse economische bijstand; afgekort met Comecon, COMECON, CMEA; Russisch: Совет экономической взаимопомощи – СЭВ) was een economisch samenwerkingsverband tussen de Oost-Europese communistische landen, Cuba, Mongolië en Vietnam, onder aanvoering van de Sovjet-Unie. Het was een reactie van de Sovjet-Unie op het Marshallplan.

## Doel
De Comecon moest instaan voor de uitvoering van de financiële steun aan de Oost-Europese landen, ingesteld door de Cominform. Omdat de Marshallhulp volgens Moskou ten onrechte inmenging in binnenlandse zaken van andere landen betekende, achtte de Comecon de autonomie van de deelnemende landen belangrijk. Dit was een nadelig besluit voor de Oost-Europese landen, zij ontvingen geen steun en de heropbouw van de Sovjet-Unie kreeg prioriteit. De autonomie stelde ook niet veel voor wanneer het om de relatie met de Sovjet-Unie ging. Het navolgen van de Sovjet-Unie betekende dat de betrokken landen een planeconomie naar Russisch model invoerden.
De Raad voor wederzijdse economische hulp werd opgericht op 25 januari 1949 in Moskou, die in 1959 werd omgevormd tot Comecon. Tijdens de Koude Oorlog speelde de Comecon een belangrijke rol. De ineenstorting van het communisme in Oost-Europa in 1990 en 1991 betekende het einde van de Sovjetoverheersing en tevens van de Comecon. Op 27 juni 1991 werd in Boedapest de Raad officieel opgeheven.

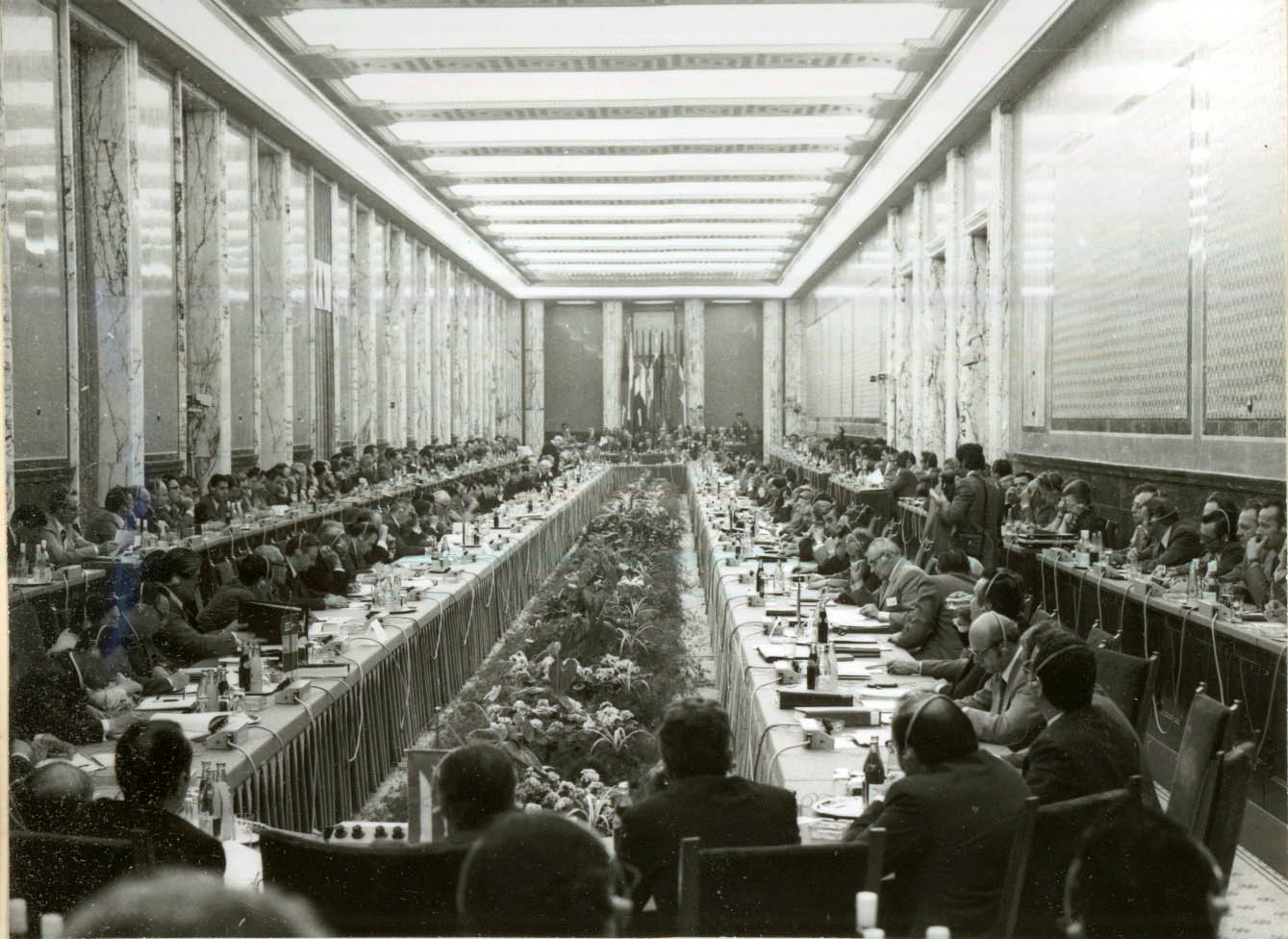
Consiliului de Ajutor Economic Reciproc, Roemenië (1978).

## Leden

### Leden van Comecon
- Sovjet-Unie
- Polen
- Duitse Democratische Republiek
- Tsjecho-Slowakije
- Hongarije
- Roemenië
- Bulgarije
- Cuba
- Mongolië

### Bijzondere leden
- Albanië, nam sinds 1962 niet meer actief deel aan het gezamenlijk overleg
- Joegoslavië, nam deel aan een aantal van de commissies binnen de Comecon
- Noord-Korea (waarnemend lid)
- Noord-Vietnam (waarnemend lid, Vietnam werd later volwaardig lid)

De Comecon begon als de tegenhanger van de Organisatie voor Europese Economische Samenwerking (OEES), de latere Organisatie voor Economische Samenwerking en Ontwikkeling (OESO), van de westerse landen.